# Fuck
Pour les articles homonymes, voir Fuck (homonymie).
Fuck est un mot anglais qui, en tant que verbe, signifie « avoir un rapport sexuel », dans un registre généralement considéré comme vulgaire, voire ordurier. « Fuck » peut être traduit en français soit par le verbe « foutre », « baiser », « niquer », ou 
« enculer ».

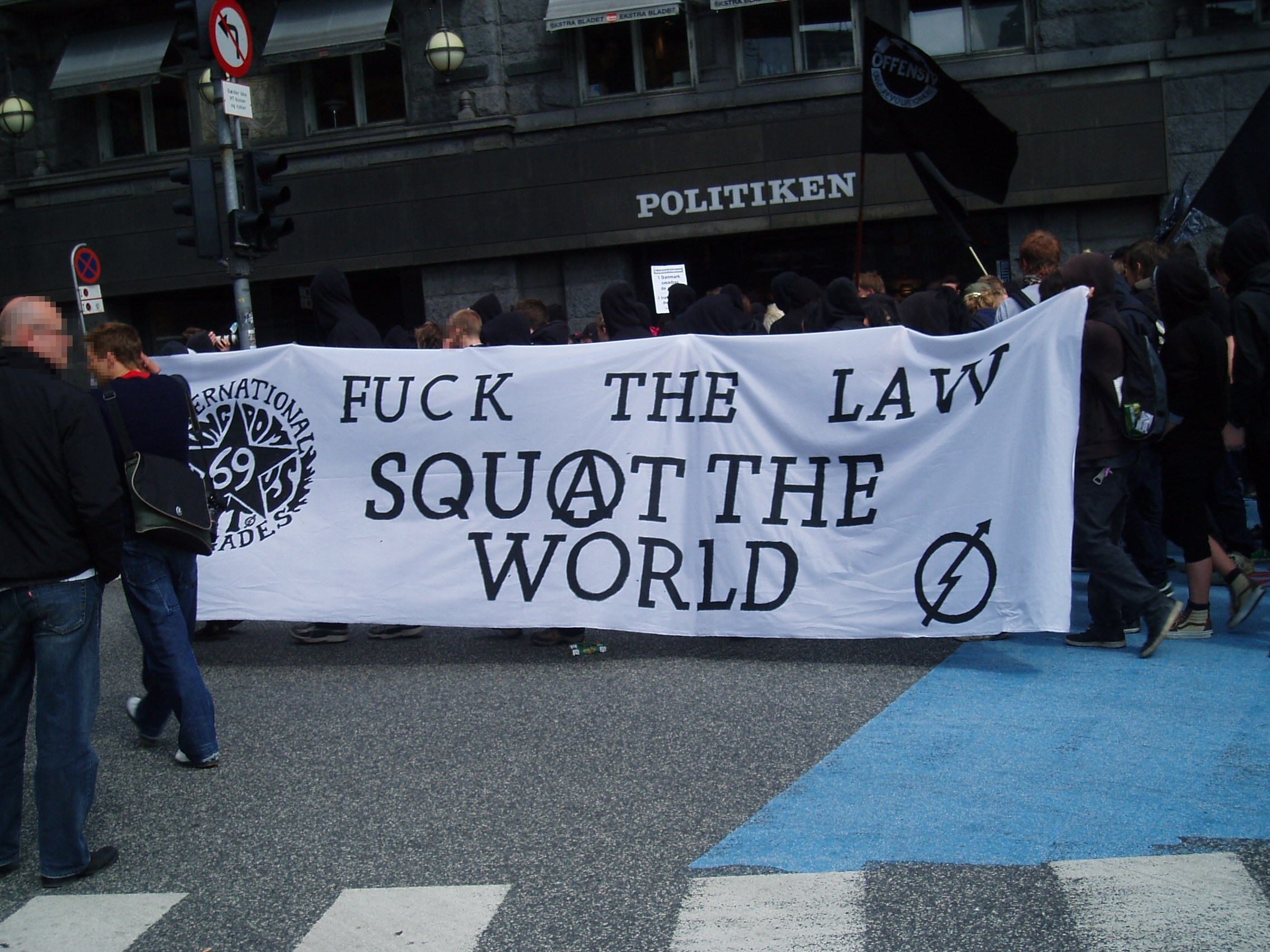
Bannière de manifestants à Copenhague en 2007 affichant « Fuck the law » (« On nique la loi »).

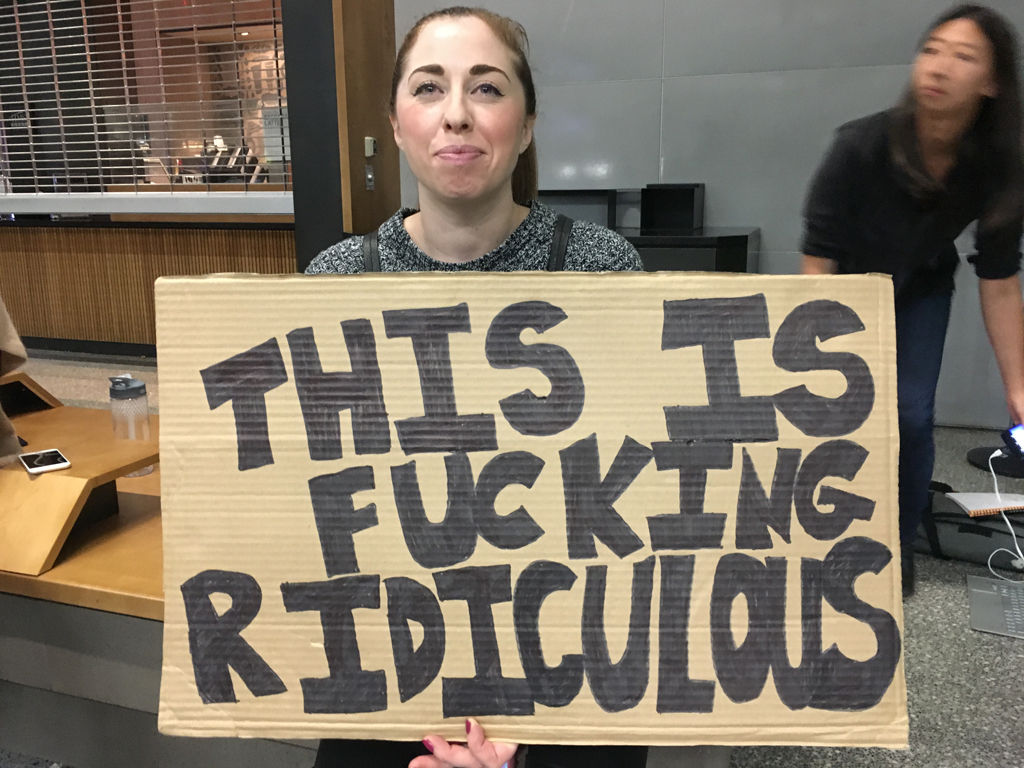
Affiche d'une manifestante américaine en 2017 avec l'adverbe « fucking » utilisé pour accentuer son propos.

Il peut aussi être utilisé en tant que nom pour décrire une personne désagréable, offensante, ou de mauvais caractère (le terme « fucker » peut également être utilisé dans cette acception, signifiant alors « enfoiré »).
On l'utilise encore comme terme de renforcement d'un verbe (exemple dans le faux conte pour enfant intitulé « Go the fuck to sleep », que l'on peut traduire par « va au dodo bordel » ou « putain va dormir »), où le mot fuck prend ici plus le sens du juron de type « putain » ou « bordel ».
Dans un sens général, le terme fuck est considéré comme vulgaire et obscène. Une des premières apparitions du mot remonte à avant 1500 dans un poème contenant un mélange de latin et d'anglais.

## Histoire du mot
D'après The American Heritage Dictionary O.E.D. 2d edition, le premier usage écrit du verbe fuck date de 1535, dans un poème intitulé Flen flyys et écrit dans un mélange d'anglais et de latin : « (…) Non sunt in celi quia fuccant uuiuys of heli (…) ». Une traduction approximative donne : « Ils ne sont pas au paradis parce qu'ils baisent les femmes de Heli » (Heli étant un lieu, non une personne).
Le mot est d'origine germanique et partage les racines du mot allemand « ficken ».

## Légendes sur la signification du mot
Sur Internet, se propagent de nombreuses légendes urbaines qui en font l'acronyme de diverses phrases. 
Une version prétend par exemple que ce mot prendrait ses origines vers le XVe siècle, en Angleterre, où une loi imposait la réglementation des naissances, et les gens voulant avoir un enfant allaient prendre un papier spécial sur lequel était écrit « Fornication Under the Consent of the King » (« fornication sous le consentement du roi ») et l'affichaient sur leur porte.
Dans son roman Le miroir de Cassandre , l'écrivain Bernard Werber cite cette légende sans la dénoncer comme telle.

## Usages en français
Le terme « fuck » est utilisé de façon anecdotique mais néanmoins croissante dans la langue française contemporaine pratiquée en France. Au Québec son utilisation est particulièrement répandue, le terme étant même déformé et francisé (« fucké » par exemple, traduction approximative de « fucked up », signifiant « foiré », « foutu en l'air »). Il est à noter que toute la portée blasphématoire et offensante du terme est évacuée dans son usage au Québec, source notable de malentendus avec certains anglophones choqués par l'usage répété de termes considérés comme très grossiers en anglais.
Les qualificatifs orduriers étant beaucoup plus variés en français qu'en anglais (et ce d'autant plus qu'ils sont extensibles par des « ... de ... de ... »), la traduction de la forme récurrente « fucking + nom » (ou « fucking + adjectif ») peut s'avérer difficile, et le remplacement systématique par « putain de + nom » conduit à un résultat relativement terne. On peut donc être amené à varier avec « foutu + nom » ou « connerie de + nom », ou à renoncer à une traduction littérale tout en préservant la connotation ordurière, par exemple en ajoutant un « bordel » en fin de phrase.

## Usages en anglais
Le mot « fuck » est rarement imprimé en anglais et souvent remplacé par les abréviations euphémistiques « f-word » ou « f*** », ou encore « the four letter word ».
Les termes « fuck » et « fucking » sont très utilisés dans certains films anglophones traitant de milieux où l'usage d'un langage vulgaire est compréhensible : milieu du banditisme entre autres.
Un sketch parodique des Inconnus, conçu comme la bande-annonce d'un film fictif, intitulé « Fuck You », avec « Al Pas-de-chez-nous » et « Robert de Négro », montre cette tendance croissance à partir du début des années 1980 (par exemple, avec le Scarface de Brian De Palma, sorti en 1983, qui est l'un des premiers film à faire un usage massif de ce terme), ainsi que la tendance des adaptateurs français à édulcorer les termes injurieux dans les sous-titres (dans le sketch des Inconnus, la tirade « If you fuck me, I'll fuck you! » devient « Si tu m'embêtes, je t'embêterai aussi ! », etc.) et à commettre des contresens (comme lors du plan final et absurde du sketch des Inconnus, où un « phoque » est traduit en « enculé »).
Plus récemment, sont apparus sur Internet de nombreux montages réalisés par des amateurs juxtaposant tous les « fuck » et dérivés des films ou séries en faisant un usage particulièrement abondant (en particulier dans les films Scarface, Casino, The Big Lebowski, les séries Les Soprano, Dexter, etc.).
Un article sur la version anglophone de Wikipedia établit un classement des films qui utilisent le plus le mot « fuck » (en) en listant ceux qui en comportent un nombre significatif, avec également la mention du nombre par minute. Pendant un temps, le premier du classement, hormis deux documentaires consacrés au phénomène, était de loin le film Le Loup de Wall Street (2013) de Martin Scorsese, avec un compte de 569 (pour une durée de 180 minutes) ; mais, si l'on se réfère au « score par minute », on trouve en tête deux films sortis en 1997, Twin Town et Ne pas avaler (avec respectivement 3,34 et 3,21 mots fuck par minute), Le Loup de Wall Street venant derrière avec 3,16 mots fuck par minute. Depuis, Swearnet: The Movie (2014) a battu ce record avec 935 occurrences de ce mot dans un film (8,35 par minute).
Au-delà du simple usage, le mot représente en lui-même un angle de réflexion sur le fonctionnement de la société des États-Unis d'Amérique. Pour le professeur de droit Christopher M. Fairman (université de l'Ohio), l'étude du mot est riche d'enseignement dans au moins quatre domaines : le Premier amendement, la réglementation sur la diffusion (télévision et radio), le harcèlement sexuel et l'éducation. Pour Fairman, comprendre l'application du droit réprimant l'usage du mot nécessite de prendre en considération le fort tabou culturel qui lui est lié.